# Choroń (gmina)
Choroń (od 1925 Poraj) – dawna gmina wiejska istniejąca w latach 1867–1925 w Kieleckiem. Siedzibą władz gminy był początkowo Choroń, a po II wojnie światowej Poraj.

## Królestwo Polskie
Gmina Choroń powstała 1 stycznia?/13 stycznia 1867 w związku z reformą gminną w Królestwie Polskim. Należała do powiatu będzińskiego w guberni piotrkowskiej. 

## Okupacja austriacko-niemiecka
W czasie I wojny światowej (1915–19) gminę Choroń przecięła granica delimitacyjna pomiędzy niemieckim a austriackim okupantem. Część austriacką (liczącą w 1916 roku 2414 mieszkańców) włączono do nowo utworzonego powiatu dąbrowskiego, zachowując gminę o nazwie Choroń, a obejmującą już tylko Choroń i Zaborze oraz mniejszą, wschodnią część Poraja. Ludniejszą część niemiecką (liczącą w 1916 roku 3178 mieszkańców) okupant przekształcił 27 lutego 1915 w gminę Poraj w powiecie będzińskim, składającą się z miejscowości położonych na zachód od Kolei Warszawsko-Wiedeńskiej, czyli Gienzyn (Gęzyn), Jastrzębie (Jastrząb), Kuźnica (Kuźnica Stara) z folwarkiem i domami mieszkalnymi Oczko oraz główna, zachodnia część Poraja. Do gminy Poraj dołączono także miejscowość Masłońskie z przeciętej granicą gmina Żarki. Wójtem Poraja został Ludwik von Ryczowolski.

## Polska
Po wojnie władze polskie ponownie zespoiły rozdzielone gminy Choroń i Poraj, przywracając jednostce jej pierwotną nazwę Choroń, natomiast zachowując siedzibę w Poraju (miejscowość Masłońskie powróciła gmina Żarki). W okresie międzywojennym gmina Choroń należała do powiatu będzińskiego w woj. kieleckim.
18 lutego 1925 roku gmina została zniesiona przez przemianowanie na gminę Poraj.